# António Xavier Machado e Cerveira
António Xavier Machado e Cerveira est né le 1er septembre 1756 à Tamengos et est décédé le 14 septembre 1828 à Caxias. Il fut un organise portugais et il fut le demi-frère de Joaquim Machado de Castro.